# 상재균
상재균(常在菌, resident flora)은 인체에 존재하는 미생물(세균) 가운데 다수의 사람들이 공유하며 병원성을 나타내지 않는 것을 가리킨다.
상재균의 종류는 다양하고 지역적 환경이나 생활습관 및 신체 부위에 따라 차이가 있다. 신체에 특별히 유익하다거나 모든 인간이 가지고 있는 균이라는 의미는 아니다.
기본적으로 사람의 건강에 영향을 주지 않고 공생관계에 있는 것을 가리키지만, 면역력 저하로 인한 기회감염을 유발하기도 한다.
이와 반대로, 인체에 정착하고 증식하여 침입한 병원성 미생물의 번식을 억제하고 발병을 방지하는 효과가 있다고 여겨진다. 실제로 강력한 항생제의 사용으로 상재균이 극단적으로 감소하면, 다른 세균이나 곰팡이 등이 폭발적으로 번식하면서 병원성을 보인 사례가 있다.

## 개요
인간의 경우 상재균이 가장 많이 존재하는 곳은 창자 내부이며, 체세포의 수를 넘어서는 것으로 여겨진다. 그 밖에 구강 및 비강 내부, 생식기, 피부 전역에 수백 종류가 서로 얽혀 서식한다.
특히 장 박테리아의 균형은 생활습관병을 예방하는 수단으로 여겨지며 건강식품을 비롯한 다양한 상품 및 요법이 알려져 있다.

## 같이 보기
- 장 박테리아
- 구강세균학